# 표적 치료
표적치료 또는 분자 단위의 표적치료(영어: targeted therapy, molecularly targeted therapy)는 암을 치료하는 데 주요한 약물 치료의 형태이다. 분자 단위의 약의 형태로서 특정한 형태의 분자표적 치료는 단순히 모든 종류의 빠르게 증식하는 세포들을 방해하기 보다는 발암과 종양의 성장에 필요한 특정한 표적 분자의 형성을 방해함으로써 암 세포의 증식을 막는다. (e.g. 전통적인 형태의 화학요법). 그 이유는 표적 치료에 필요한 대부분의 물질들은 생물 약제 물질이기 때문이다. 생물학적 치료는 때때로 암치료 분야에서 표적 치료와 유사한 의미를 가진다. 그러나 대부분의 표적치료의 형태는 항원항체반응을 활용한 방법이나 세포 독성 기작을 활용한 방법과 결부되어 있다.
암 세포 표적치료 방법은 정상 세포에 해롭지 않으면서 기존의 방법보다 효과적인 방법으로 예측되고 있다. 많은 종류의 표적 치료는 면역치료(면역기작을 치료 목적을 위해 사용하는 방법)의 예로서, 암치료를 위한 면역학 부분에 사용된다. 따라서 면역을 제어하는 것은 생물학적 반응을 제한하는 것의 일종이다.
유방암 치료, 림프종, 전립선암, 흑색종 등의 암 치료를 위한 표적치료의 방법들이 존재한다.
이와 관련된 1985년에 보고된 마크 그린의 실험들은 악성 종양을 Her2를 치료하는데 필요한 단일클론 항체로 전환시킬 수 있는 역할을 표적치료가 할 수 있다는 것을 보여준다.

## 종류
표적치료의 주요 분류는 저분자의약품(화학적 합성으로 만들어지는 분자량 1000 이하의 화합물의약품)과 단일클론항체를 이용한 것으로 나뉜다.

### 티로신 인산화 효소

이매티닙의 기작작용

많은 종류의 표적치료제가 티로신 인산화효소와 관련된 것이다.
- Imatinib mesylate(Gleevec, STI–571)는 골수에서 생긴 백혈병,위장관 기질종양, 다른 종류의 암을 치료하는데 승인된 치료제이다. 초기의 실험들은 imatinib이 융기성 피부섬유육종을 치료하는데 효과적일 수 있다는 것을 보여준다.
- Gefitinib (Iressa, ZD1839)은 상피세포증식인자(EGFR)을 치료하기 위한 치료제로 폐암 치료를 위한 것으로 미국에서 승인되었다.
- Erlotinib(marketed as Tarceva). Erlotinib는 Gefitinib과 같은 EGFR을 치료하기 위한 목적으로 만들어졌으며,[4] Gefitinib과 비슷한 과정을 거쳐 우리 몸에 작용한다. Erlotinib은 and works through a similar mechanism as gefitinib. Erlotinib은 폐암의 전이가 이루어질 때 이차치료로 이용되면 생존율을 높일 수 있다고 보여지기 때문에 이러한 발견으로 인해 erlotinib은 특정 상황에서 gefitinib을 대체한다.
- Sorafenib (Nexavar)[5]
- Sunitinib (Sutent)
- Dasatinib (Srycel)
- Lapatinib (Tykerb)
- Nilotinib (Tasigna)

이 외에도 티로신 인산화 효소를 이용한 표적치료제의 종류는 다양하다.

### 저분자 약제 결합체
- Vintafolide는 엽산 수용체를 타켓으로 한 저분자로 구성된 저분자 약제 결합체로 platinum-resistant ovarian cancer (PROCEED trial)을 위한 치료를 위해 이용된다. 또한 비소세포 폐암에서의 a Phase 2b study(TARGET trial)를 위해 이용된다.[6]

### 세린-트레오닌키나아제 억제제(small molecules)
- Temsirolimus (Torisel)
- Everolimus (Afinitor)
- Vemurafenib (Zelboraf)
- Trametinib (Mekinist)
- Dabrafenib (Tafinlar)

### 단일클론 항체 치료
몇몇은 개발중에 있고 이미 FDA에 승인된 치료제들도 존재한다. 승인된 단일클론 항체를 포함한 예로는 :
- Rituximab (marketed as MabThera or Rituxan) B림프구에서 일어나는 CD20을 타겟팅하는 것으로 비호지킨 림프종(non Hodgkin lymphoma)에 이용된다.
- Trastuzumab (Herceptin)는 ErbB2라고 알려진 Her2 단백질로 인해 발생하는 과발현 유방암을 치료하는 데 이용된다. 이는 암세포 표면에서 HER2 수용체와 결합하여 HER2 단백질이 세포의 성장과 분열을 촉진하는 신호를 보내는 것을 막아주어 암의 발생을 막아준다.
- Alemtuzumab
- Cetuximab (marketed as Erbitux) and Panitumumab는 EGFR의 치료를 위한 것으로 결장암과 비소세포 폐암(조기 진단 시 수술적 치료를 통해 치유가 가능한 폐암) 치료를 위해 사용된다.
- Bevacizumab (marketed as Avastin)는 혈관생성의 중개자라고 알려진 VEGF 리간드를 순환시키는 것을 목표로 하며 결장암, 유방암, 비소세포 폐암 치료를 위한 것에 이용된다. 뇌종양을 치료하기 위한 것으로도 고려된다.[7]
- Ipilimumab (Yervoy)

많은 종류의 항체-약물접합체(ADC)는 개발되고 있으며, 항체와 약제의 장점을 부각해 특정 세포만 타켓팅하는 이 기술을 가치가 높으나, 항원-항체 복합에 의한 내제화 과정은 일반적으로 비효율적이고 그 수도 제한되어있어 강력한 약물을 사용하여야 한다는 점과 가격이 비싸다는 점을 해결해야 상용화가 가능하다.

## 발전과 미래
미국의 국립 암 연구소는 약의 발전 가능성이 큰 분야인 분자 단위의 표적 치료를 발전시키고 인지하는 것을 목표로 두고 있다.Molecular Targets Development Program (MTDP)

## 같이 보기
항원항체반응